# Annie Hooper
Annie Hooper (geborene Miller, 26. Februar 1897 in Buxton, North Carolina; gestorben 11. Januar 1986 ebenda) war eine US-amerikanische Künstlerin der Outsider Art, die etwa 2000 Statuen mit biblischen Motiven fertigte.

## Leben
Annie Miller wurde am 26. Februar 1897 in Buxton, Hatteras Island, Outer Banks als Tochter von Christopher Columbus and Mary Ormond „Mamie“ Tyer Miller geboren. Ihre Familie war sehr religiös und sie hatte drei Geschwister, neun Halbgeschwister und 14 Pflegegeschwister. Sie besuchte das Blackstone College for Girls in Virginia und danach heiratete sie John Hooper, einen Fischer von Stumpy Point, North Carolina. Vermutlich ließen sie sich in Stumpy Point nieder und zogen dort auch den gemeinsamen Sohn Edgar Hooper groß. Annie Hooper war ihr Leben lang in ihrer Kirchengemeinde aktiv, sie spielte die Orgel, schrieb Gedichte für den Kirchenbrief, komponierte Lieder und unterrichtete an der Sonntagsschule.
Annie Hooper starb am 11. Januar 1986 in Buxton.

## Werk
Als ihr Sohn im Zweiten Weltkrieg in den Südpazifik entsandt wurde und ihr Mann nach Norfolk ging, um in den Marinewerften zu arbeiten, entwickelte sie große Ängste und eine Depression, die auch nach der sicheren Rückkehr ihres Sohnes anhielten. Hinzu kam, dass Edgar nach seiner Rückkehr Lungenprobleme bekam, die ihn zu einer einjährigen Genesung in den Bergen zwangen. Die Ängste, ihn zu verlieren, führten bei Annie Hooper zu einem Nervenzusammenbruch. Sie wurde vier Monate in Raleigh behandelt. Zuvor war sie mit ihrem Mann John zurück nach Buxton gezogen und hatte dort mit ihm ein Motel eröffnet. Nach ihrer Rückkehr nach Buxton begann sie eine illustrierte Bibel zu studieren, um ihre Ängste zu überwinden und figürliche Skulpturen aus Treibholz zu schnitzen, die von ihr mit Zement, Murmeln, Kitt, Farbe und Muscheln verziert wurden. Ihre Inspiration zu diesen Skulpturen fand sie in der Bibel. Sie schuf 1981 Skulpturen, Notizkarten und handgefertigte Beschilderungen. Diese waren vom Alten und Neuen Testament inspiriert und zeigten Themen wie der Jakobsleiter, dem Auszug aus Ägypten, Daniel in der Löwengrube, Belsazars Fest, der Heimsuchung und der Flucht befassten Ägypten, die Bergpredigt, die Heiligen Frauen am Grab, Paulus und Silas im Gefängnis und viele mehr. Sie arrangierte sie in über 300 biblischen Szenen in ihrem Haus. Hooper freundete sich mit Roger Manley dem Direktor des Gregg Museum of Art & Design an und vermachte diesem ihr Werk.
Ihre Sammlung wurde Raum für Raum dokumentiert, so konnte die Authentizität ihrer Geschichte bewahrt werden. In den Jahren 2017 und 2018 wurde die Kunst an neun Museen gespendet, darunter das High Museum of Art, Atlanta, das American Folk Art Museum, New York City, das Cameron Art Museum,  Wilmington, das Hickory Art Museum Hickory und das John Michael Kohler Arts Center, Sheboygan. Die Sammlung wurde von International Artifacts konserviert. Eine kleine Sammlung von Archivmaterialien wird von SPACES Archives betreut.